# Across the Plains (film, 1911)
Pour les articles homonymes, voir Across the Plains.
Pour plus de détails, voir Fiche technique et Distribution.
Across the Plains est un film muet américain réalisé par Thomas H. Ince et Broncho Billy Anderson, sorti en 1911. Le film a pour cadre la ruée vers l'or en Californie en 1848.

## Fiche technique
- Titre : Across the Plains
- Réalisation : Thomas H. Ince, Broncho Billy Anderson
- Scénario : Josephine Rector, Thomas H. Ince, Broncho Billy Anderson
- Chef opérateur : Jess Robbins
- Production : Broncho Billy Anderson
- Date de sortie : 1er avril 1911

## Distribution
- Broncho Billy Anderson : le cowboy
- Gladys Field : Jennie Lee
- Arthur Mackley : le père de Jennie
- John B. O'Brien : l'ami du cowboy
- Fred Church
- Harry Todd
- Brinsley Shaw
- Victor Potel